# Al-Chubar
Al-Chubar (arab. ‏الخبر‎) – miasto we wschodniej Arabii Saudyjskiej, w Prowincji Wschodniej. Liczy ok. 165 tys. mieszkańców (2004). Razem z Dammamem i Az-Zahranem tworzy metropolię. 25 czerwca 1996 roku w mieście przeprowadzono zamachy na wieżowce, w których zginęło 19 amerykańskich żołnierzy, a 372 osoby zostały ranne.